# Jason Tahincioglu
Jason Tahincioglu (aussi appelé Jason Tahinci), né le 29 octobre 1983 à Bristol, est un pilote automobile turc.

## Carrière
- 2000 : Championnat de Turquie de Formule 3, 2e
- 2003 : Formule Renault britannique, 21e
- 2004 : Formule Renault britannique, 27e
- 2005 : Formule Renault britannique, 20e
  - Le Mans Series aux 1 000 kilomètres d'Istanbul, 5e
- 2006 : GP2 Series, non classé
  - Euro Formule 3000, 16e (2 courses)
  - World Series by Renault, non classé (2 courses)
- 2007 : GP2 Series, non classé
- 2008 : GP2 Asia Series, non classé

### Résultats enGP2 Series
| Saison | Écurie(s)         | Courses disputées | Pole positions | Victoires | Podiums | Points inscrits | Classement |
| ------ | ----------------- | ----------------- | -------------- | --------- | ------- | --------------- | ---------- |
| 2006   | FMS International | 21                | 0              | 0         | 0       | 0               | Non classé |
| 2007   | FMS International | 21                | 0              | 0         | 0       | 0               | Non classé |

### Résultats en GP2 Asia Series
| Saison | Écurie(s)       | Courses disputées | Pole positions | Victoires | Podiums | Points inscrits | Classement |
| ------ | --------------- | ----------------- | -------------- | --------- | ------- | --------------- | ---------- |
| 2008   | BCN Competicion | 10                | 0              | 0         | 0       | 0               | Non classé |